# Ая-Напа

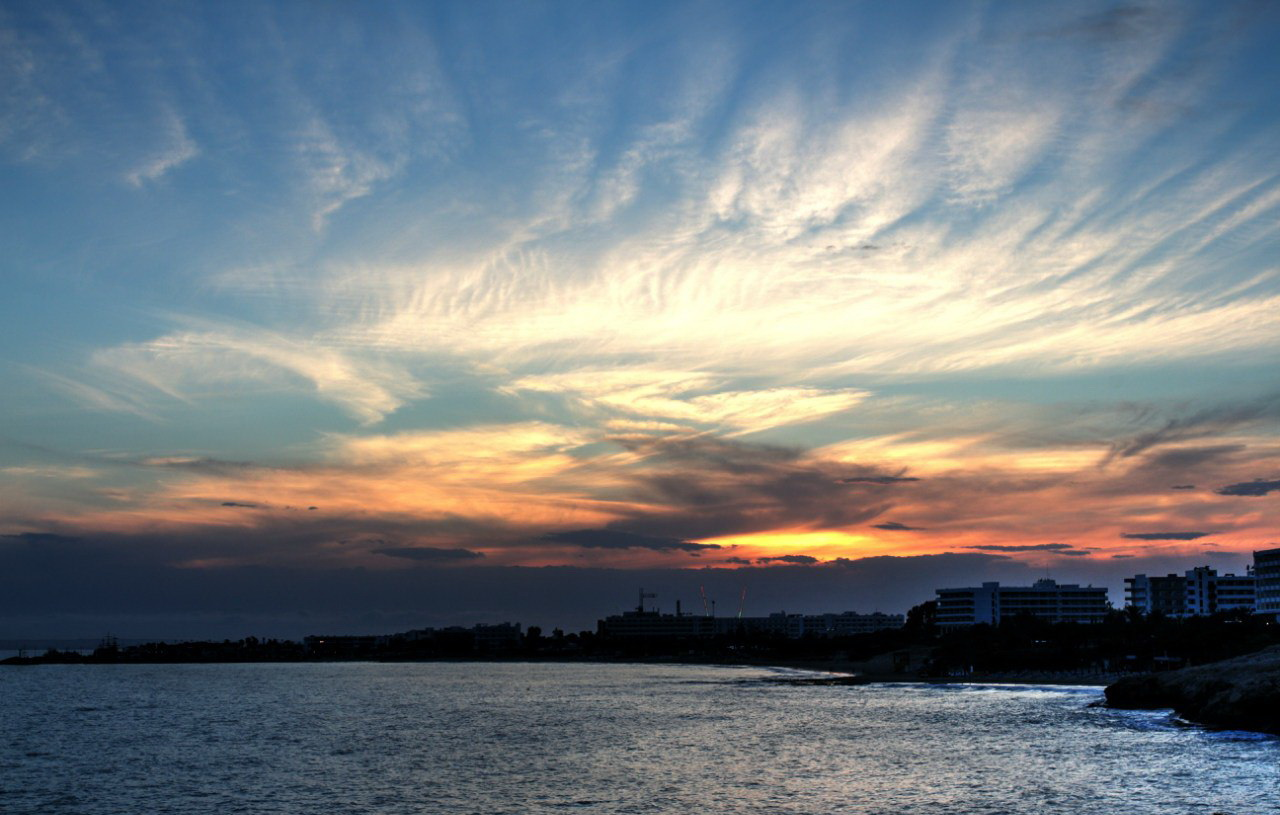
Захід сонця в Ая Напі

Ая-Напа (грецька: Αγία Νάπα; турецька: Aya Napa), це курорт на сході південної частини узбережжя Кіпру. В останні роки це місце стало менш популярним для сімейного відпочинку, та більш популярним серед молоді завдяки великій кількості нічних клубів та барів Ая Напи [Архівовано 3 серпня 2021 у Wayback Machine.] .

## Етимологія
Слово Айа (Αγία) означає «святий» у грецькій мові. Напа (Νάπα), це архаїчне слово, що означає «лісова долина» або лощина.
Скоріш за все, назву Ая-Напа місто отримало від монастиря, що був побудований у венеційські часи та мав ту ж саму назву.

## Історія
Згідно з місцевою легендою, мисливець знайшов ікону Діви Марії під час полювання. Після знаходження ця ікона була названа Дівою Марією Ая-Напи. З часом назва була скорочена до сучасної — Ая-Напа. Монастир Ая-Напи був збудований у 1500 році навколо печери, у честь Діви Марії Ая-Напи. Першими мешканцями стали двадцять переселенців з Салоніків, Греції.

## Географія
Ая-Напа знаходиться у східній частині Кіпру, районі Фамагуста поблизу мису Греко та формує частину більшого району, відомого як Коккінокорія (ім'я походить від червоного кольору місцевого ґрунту). Ая-Напа знаходиться у восьми кілометрах від Протараса, міста зі схожою інфраструктурою, але орієнтованого більш на сімейний відпочинок та місцевих жителів Кіпру.

## Шопінг
Кіпр є відомим завдяки товарам ручної роботи та бутикам. В Ая-Напі поширені невеликі магазини, які пропонують широкий вибір від бутельованої води, їжі до алкогольних напоїв, сувенірів. 
Місто знаходиться на пагорбі, тому шопінг пов'язаний з фізичними навантаженнями через перешкоджання перепад висоти.

## Галерея

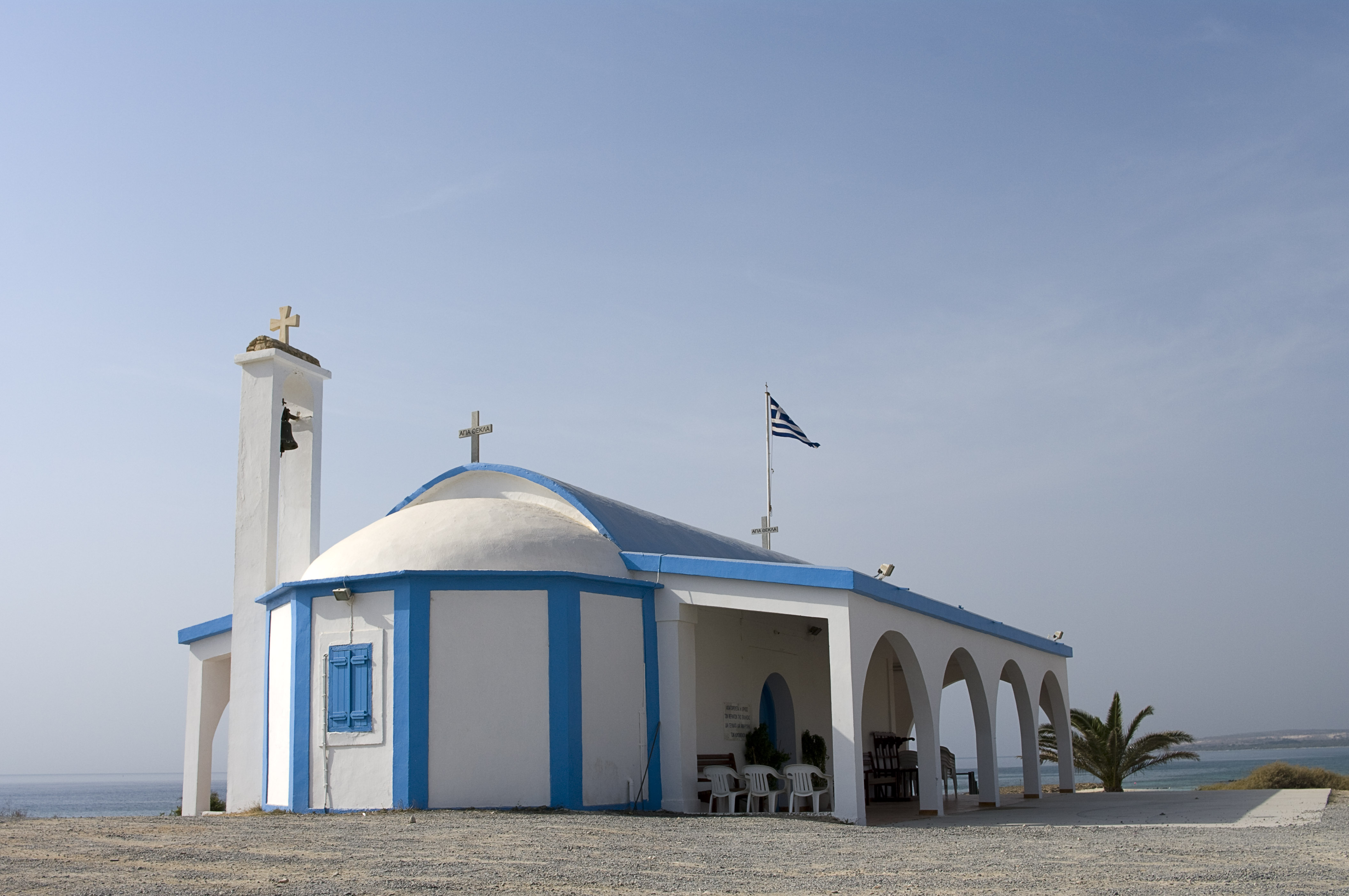
Айа Фекла
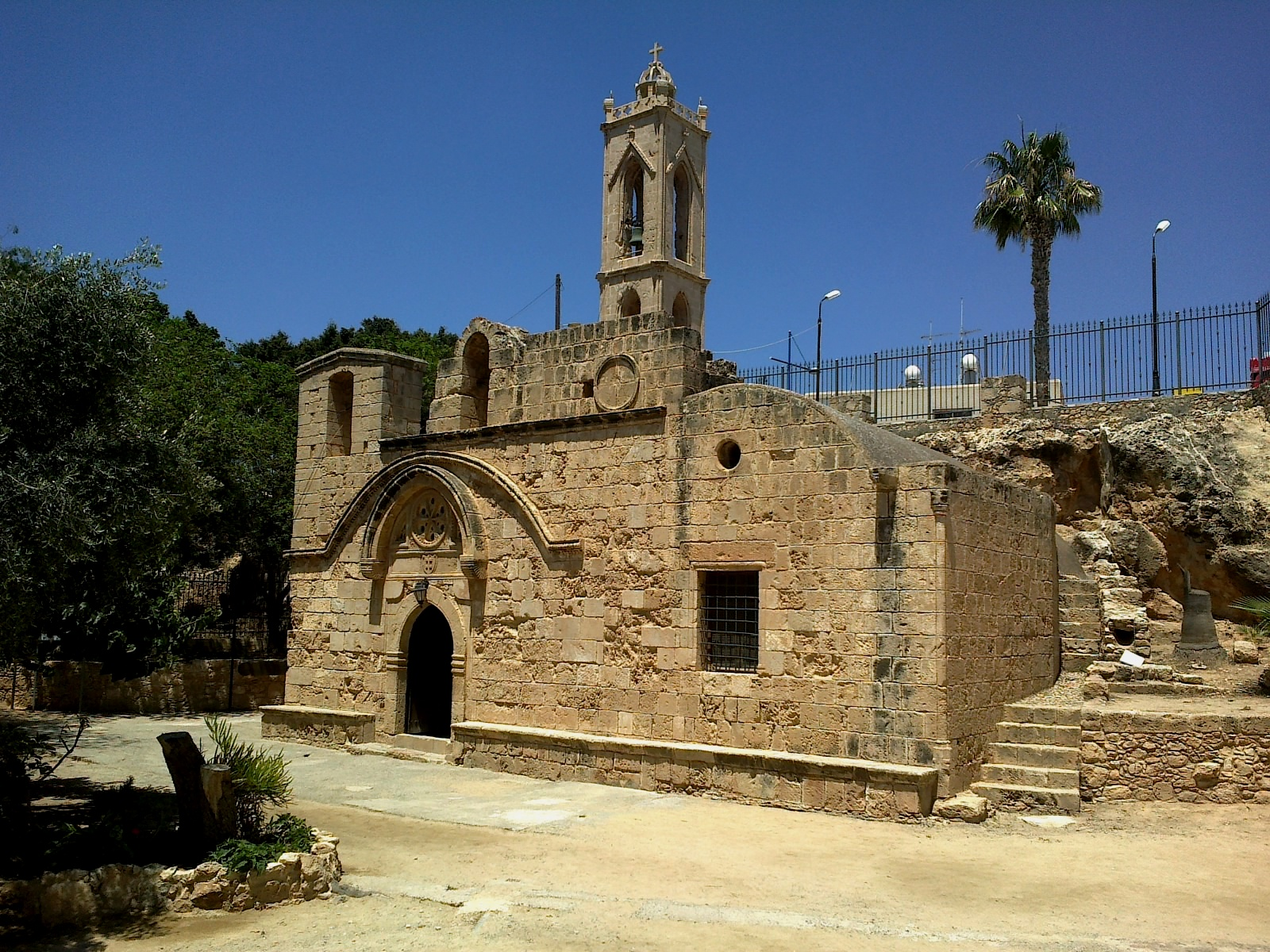
Монастир в Ая-Напі

## Цікаві місця
Місто має привабливі місця:
- монастир;
- автентичне помешкання рибака;
- музей моря, знаходиться майже в центрі;
- акведук, який проводив воду до монастиря;
- парк скульптур;
- маяк, на вході в бухту.